# Muchiwci
Muchiwci (ukr. Мухівці) – wieś na Ukrainie, w obwodzie winnickim, w rejonie winnickim, w hromadzie Niemirów. W 2001 liczyła 1498 mieszkańców, spośród których 1473 wskazało jako ojczysty język ukraiński, 23 rosyjski, 1 mołdawski, a 1 inny.